# 与謝野馨
与謝野 馨（與謝野 馨、よさの かおる、1938年〈昭和13年〉8月22日 - 2017年〈平成29年〉5月21日）は、日本の政治家。位階は正三位。勲等は旭日大綬章。
衆議院議員（10期）、衆議院議院運営委員長（第50代）、文部大臣（第117代）、内閣官房副長官、通商産業大臣（第61代）、自由民主党金融調査会長（第2代）、自由民主党政務調査会長（第46代）、内閣府特命担当大臣（金融、経済財政政策〈第3次小泉改造内閣〉）、内閣官房長官（第74代）、拉致問題担当大臣（第2代）、内閣府特命担当大臣（経済財政政策、規制改革〈福田康夫改造内閣〉）、内閣府特命担当大臣（経済財政政策、男女共同参画、少子化対策〈菅直人第2次改造内閣〉）、財務大臣（第11代）、内閣府特命担当大臣（金融〈麻生内閣〉）、学校法人文化学院院長・理事などを歴任した。
著名な歌人である与謝野晶子・与謝野鉄幹の孫（次男の子）にあたる。

## 来歴

### 生い立ち
東京府東京市麹町区（現・東京都千代田区）に与謝野秀（しげる）・与謝野道子の長男として生まれる。父・秀は歌人与謝野鉄幹・晶子夫妻の二男で外交官（戦前は外務省情報部長、調査局長などを経て在外公館勤務）。
生後すぐに父が北京に赴任し、0歳で北京に移る。日本に帰国した4歳の頃、祖母の晶子が死去している。祖父の鉄幹は馨が生まれる3年前に死去して会っておらず、晶子との思い出も殆どなく、祖父母は身内ではなく、教科書に載っている歴史上の人物であるような気がすると自身の著書で著している。父は戦時中にベルリンの日本大使館に勤務していたが、日本に残された家族の生活は困窮し、無賃乗車で母とともに交番へ連れて行かれたこともあったという。戦争末期に東京大空襲に遭遇している。港区立麻布小学校卒業後、麻布中学校に進学。
父がエジプト勤務になったときは、カイロ郊外・ヘリオポリスのイングリッシュスクールに編入学している。このころ、自分が敗戦国の国民であることを強烈に感じ、日本の文化・経済を一流にしたいという想いが生まれたという。その後、イギリスのオックスフォード大学への進学を目指し、一次試験までパスするが、考えを変えて日本に帰国。麻布高等学校に編入学し、平沼赳夫の同級生となる。東大受験に失敗するが、平沼によれば卒業式で表彰されるような優等生だった。駿台高等予備校（現・駿台予備学校）で1年間の浪人を経て東京大学文科一類に入学。いわゆる全学連世代だが、学生運動は一切関わらなかった。駒場時代は授業に失望して文学書を濫読。好きな分野は刑事法。学生時代の記憶に残る本としては有島武郎の「カインの末裔」、後々まで自分の思考に影響を与えた本として、碧海純一「法哲学概論」、団藤重光「刑法綱要」などを挙げている。硬式野球部に所属し、マネージャーを務める。このときの2年後輩に新治伸治がいる。
1963年、東京大学法学部第3類卒業（三井住友銀行名誉顧問の岡田明重や元財務官の中平幸典は東大法学部の同期）。母の知人・中曽根康弘の紹介で日本原子力発電に入社する。日本原子力発電では、当初技術部に配属され、後に外交官となる今井隆吉係長の薫陶を受け、英語専門文献の翻訳なども手がけた。後に事務系に転じ、米国での資金調達や原子力保険といった金融業務に従事していた。
会社の命により、民社党の核拡散防止条約に関する訪欧調査団に原子力の専門家・通訳として同行、スイス、ユーゴスラビア、イギリス、イタリア、ドイツなどを訪問した。調査団メンバーは後の委員長佐々木良作を始め曽祢益、岡沢完治、渡辺朗。与謝野にとっては政治家と深く関わった第一歩であり、こうした民社党の面々とは政界入り後も親しい関係が続くことになる。佐々木と共にドイツ滞在中に中曽根康弘と邂逅、2人の政治家の食事のお供などをしたが、このことが政界入りの直接の契機となった。中曽根とは就職の斡旋以来、勉強会などを通じて親交があったが、帰国後にやはり同じ勉強会のメンバーであった渡邉恒雄を通じて秘書にならないかと誘いを受けた。

### 政界へ
1968年日本原子力発電を退職し、中曽根の秘書となる。この頃読んだシュテファン・ツヴァイクの「ジョセフ・フーシェ」は愛読書の一つであり、著書などでフーシェに触れることが多い。
1972年12月の第33回衆議院議員総選挙に旧東京都第1区から自由民主党公認で立候補するが落選する。この総選挙では、東大1959年入学同期3人（加藤紘一 、田中秀征、与謝野馨）の若手候補が立候補すると週刊誌に取り上げられた。
1976年12月の第34回衆議院議員総選挙に東京1区から立候補し初当選。中曽根派に所属する。
1979年の第35回衆議院議員総選挙で当時の大平正芳首相が打ち出した一般消費税による逆風を受け落選したが、1980年の第36回衆議院議員総選挙で、日本社会党委員長の飛鳥田一雄を抜きトップ当選し返り咲いた。以後、科学技術・通商産業関係を皮切りに、通商産業政務次官、自民党商工部会長、衆議院商工委員長などを歴任し、商工族、政策通として頭角を現す。中曽根派に所属しながらも、1990年に竹下派の実力者であった梶山静六の下で国会対策委員会副委員長を務めた縁で「梶山門下」を自称する師弟関係を形成した。その後、梶山は1991年に国対委員長に再任されると再び与謝野を副委員長に起用したほか、1992年に幹事長に就任した際には議院運営委員長に指名するなど重用した。
1994年、自民党が政権復帰した村山内閣（自社さ連立政権）で文部大臣として初入閣。1996年、自民党単独内閣となった第2次橋本内閣では、梶山内閣官房長官の下で内閣官房副長官（政務）に就任。通例なら長官とともに総理総裁派閥から起用されるポストだが、梶山の篤い信頼のもとで、他派閥ながら橋本政権を中枢で支えた。 1998年、橋本内閣の次の小渕内閣で通産大臣に就任。通産大臣でありながら、所管外（法務省管轄）の通信傍受法成立に力を注ぎ、『噂の眞相』などに「盗聴法成立の黒幕」と批判された。

### 落選と小泉・安倍政権での活動

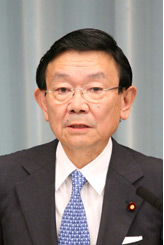
2007年8月27日、内閣官房長官就任時

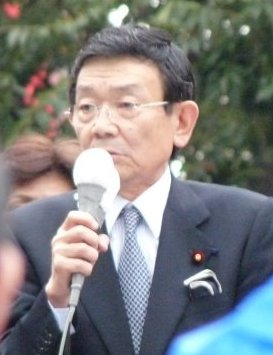
2008年9月11日、自由民主党総裁選挙での立会演説にて

2000年6月の第42回衆議院議員総選挙で民主党の現職・海江田万里に敗れ、重複立候補していた比例代表東京ブロックでも復活せずに落選する。自民党は民主党に都市部を中心に議席を奪われ、「1区現象」と呼ばれる事態に陥ったが、閣僚経験者で総裁候補とも目されつつあった与謝野の落選は、1区現象の象徴として大きく報じられた。与謝野の落選について小泉純一郎は後に、「（与謝野さんが）落選していなければ自分ではなく与謝野さんが総理になっていただろう」とも述べている。
浪人時代はCS放送「朝日ニュースター」を始めマスメディアにしばしば登場、その頃誕生した小泉内閣の構造改革に当初は批判的であったが、徐々に方針転換して改革にも一定の理解を示すようになったほか、復活を期した2003年の総選挙前に派閥を離脱した。これは当時所属派閥であった志帥会における亀井静香との権力抗争に敗北し、以前に亀井が所属していた清和政策研究会の小泉首相に接近する事情もあった。
2003年11月の第43回衆議院議員総選挙で選挙区では僅差で海江田に敗れたが、比例復活で3年ぶりに国政復帰し、その後は党の金融調査会長を務める。2004年に自民党政調会長に就任し、小泉首相の進める郵政民営化に尽力し、2005年9月に行われた第44回衆議院議員総選挙で、海江田に比例区での復活を許さないほどの圧倒的な勝利を収め、5年前の雪辱を果たした。2005年に発足の第3次小泉改造内閣で、内閣府特命担当大臣（金融、経済財政政策）に就任する。2006年に小泉内閣の終わり近くに景気が少し持ち直してくると、消費者物価指数がマイナスにもかかわらず、量的緩和解除のゴーサインを出した。「デフレのほうが良い。インフレは絶対悪だ。だから物価上昇率がプラスになったら悪魔である」と語っていたという。
2006年9月26日に安倍政権が発足、安倍とは通信傍受法の成立にあたって協力したほか、財界との勉強会である「四季の会」を通じて親しい関係であるため、内閣官房長官として与謝野を起用する構想があったとされるが、与謝野の官僚寄りの姿勢を警戒して、小泉が待ったをかけたという。結局自民党税調会長（税制調査会長）に就任したが、就任直後の10月に口内に痛みを覚えるなどしたため入院し、11月に税調会長を辞任して療養生活に入った。
2007年1月初旬に退院した後も自宅療養を続け、4月13日の衆院本会議に出席し政治活動を再開し、6月8日に発売された『文藝春秋』7月号に寄せた随筆「告知」にて、喉頭癌による入院だったことを公表した。
2007年8月27日発足の第1次安倍改造内閣において内閣官房長官（拉致問題担当大臣兼務）に就任。改造にあたって安倍は菅義偉の登用を模索したが、菅の事務所費問題から断念。その後は町村信孝の就任が確実視されていたが、最終的に与謝野を官房長官に起用した。
2007年9月12日、所信表明演説直後に突如安倍が辞任表明。その後安倍は体調不良で入院という事態となった。安倍が入院しても首相臨時代理は置かれなかったが、官房長官である与謝野が官邸を事実上仕切り、「与謝野官邸」と呼ばれた。同様に党務を仕切った幹事長の麻生とともに、麻生クーデター説のやり玉の一人に挙げられ、強く批判された（その後この説はデマと判明）。同年9月26日の福田康夫内閣発足に伴い官房長官・拉致担当相を退任した。

### 福田・麻生政権での活動

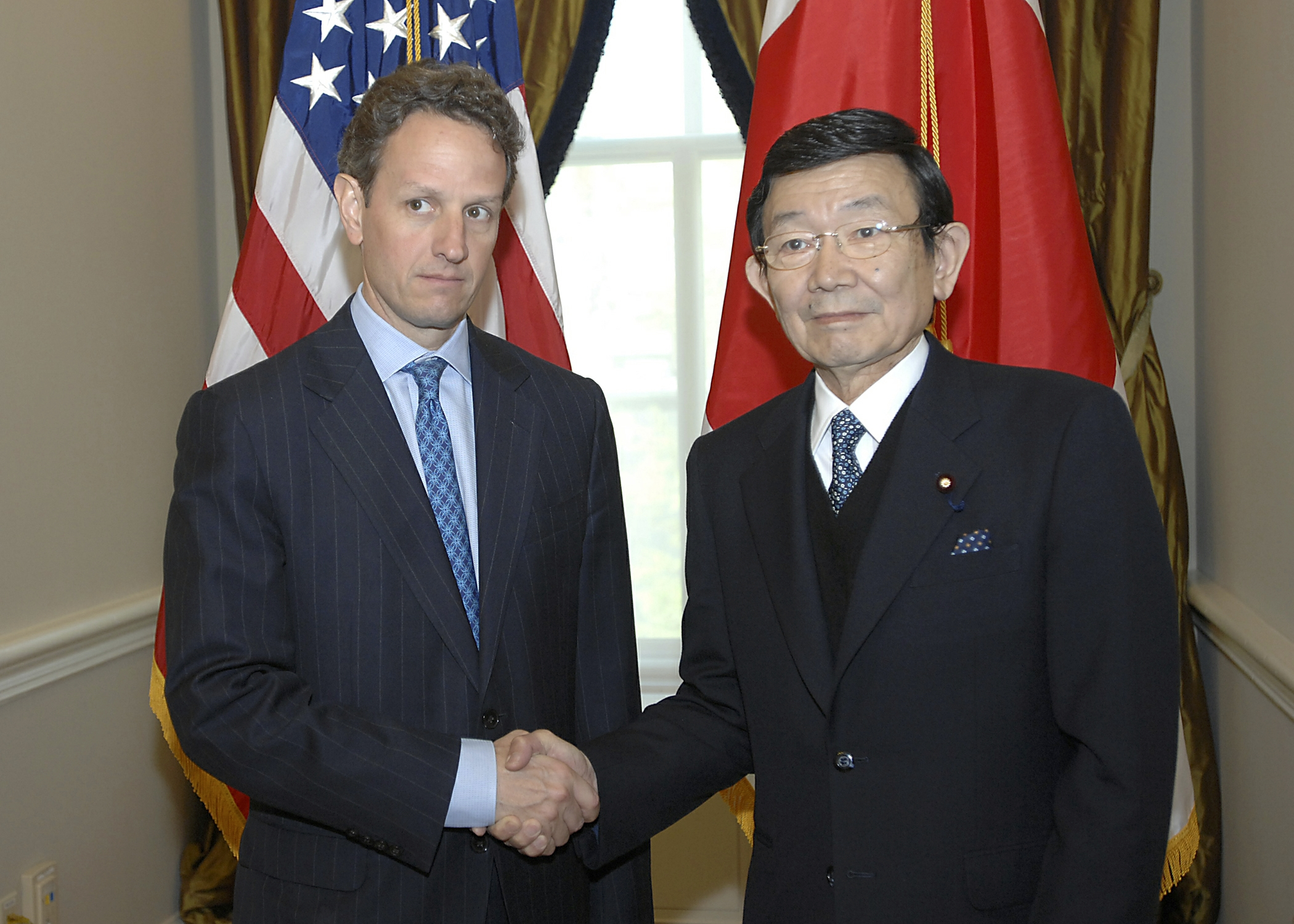
2009年4月24日、アメリカ合衆国財務長官ティモシー・ガイトナー（左）と

福田政権では自民党税制調査会の小委員長に就任。政権の指南役として薬害肝炎問題の議員立法を提案し、解決に導くなど 存在感を見せる。
10月の大連立構想で、かつての中曽根・渡邉との関係からある程度の動きはつかんでいたようである。自身も大連立に肯定的な発言をしているが、特に具体的な行動は起こさなかった。福田・小沢会談の直前に小沢と囲碁で対決し、メディアから大連立に関する話し合いが行われたと報道されたが、与謝野本人は大連立とは全く関係がないと主張している。
2008年2月20日、派閥横断型勉強会「正しいことを考え実行する会」（正しい議連）の活動再開を機に、同会に参加する。8月2日、福田内閣の内閣改造（福田改造内閣）により内閣府特命担当大臣（経済財政政策、規制改革）に就任。経済財政担当相在任中、福田首相の辞任表明に伴う自民党総裁選挙に出馬。財政再建を訴えて2位につけ、麻生内閣では経済財政担当相に再任した。
2009年2月17日、財務大臣兼金融担当大臣の中川昭一が辞任したことに伴い、その後任に指名されたため、与謝野一人で経済関連3閣僚を兼任することとなった。兼任は予算成立後に解かれる予定だったが、結局7月2日の閣僚補充で経済財政担当大臣に林芳正が任命されるまで続いた。同月、実施された東京都議選で自民党が敗れたことにより党内の麻生おろしが最高潮に達すると、重要閣僚でありながら麻生の自発的辞任を求める立場に立ったが最終的に麻生内閣のもとでの衆議院解散に同意した。第45回衆議院議員総選挙では再び民主党の海江田万里に2003年以来3度目の敗北を喫するも、比例代表で復活当選。9月4日と9月5日に開かれるG20財務相・中央銀行総裁会議は病気を理由に出席しない意向を示した。
同年9月16日、麻生内閣総辞職により財務相・金融担当相を退任した。

### 野党時代
自民党下野後は衆議院予算委員会に所属した。2010年2月12日の衆院予算委員会において、当時の鳩山由紀夫首相の偽装献金問題を追及し、鳩山首相を「平成の脱税王」と呼んだ。さらに、その弟で与謝野と当選同期の鳩山邦夫の「うちの兄貴はしょっちゅう母のところへ行って子分に配る金、子分を養成する金が必要だと言って金をもらっていた」という発言を引き合いに出し、鳩山を厳しく追及した。
文藝春秋（2010年4月号）で自民党執行部を批判する記事を書き、同年4月3日総裁の谷垣禎一と直接会談し、4月7日付で離党届を提出。会談で与謝野は谷垣に「自民党分裂とはとらないでください、大げさに感じないでください」と述べ、会談後も記者に「“自民党の分裂ではなく、一個人・与謝野馨が去ったということだと考えてほしい”と伝えた」と述べ、自身らの離党は自民党分裂ではないとした。4月10日の午前に「反民主・非自民を貫く」と述べ、結成を予定する新党は反民主の党であるとの認識を示し、4月10日午後、平沼赳夫、園田博之らとともに、新党「たちあがれ日本」の結党を正式に発表した。そして4月27日、自民党党紀委員会は政党票で当選した比例選出議員であることや新党結党首謀者として他の自民党国会議員（園田博之・藤井孝男・中川義雄）に対して新党結党のために自民党離党を促したことを反党行為として、賛成9票・反対3票で与謝野に対して除名処分を下した。

### 民主党政権入り

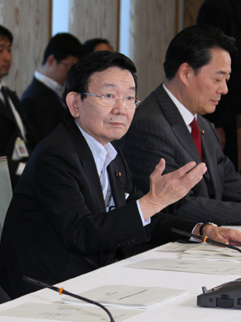
2011年5月24日、閣僚会議で経済産業大臣の海江田万里と

2010年12月に民主党政権からたちあがれ日本の連立政権参加の打診を受けたが、与謝野が賛成する中で他5人が反対し、党内で孤立。2011年1月13日、平沼代表に離党届を提出、たちあがれ日本から離党した。翌1月14日、菅直人再改造内閣にて、内閣府特命担当大臣（経済財政政策、男女共同参画、少子化対策）に就任し、新設された社会保障と税の一体改革担当大臣も兼務した。与謝野の前任の内閣府特命担当大臣（経済財政政策担当）で、内閣改造で経済産業大臣に横滑りした海江田は、記者会見で同じ選挙区の与謝野の入閣について「一言申し上げると、人生は不条理だと思う」と述べた。1月19日に無所属議員として衆議院会派「民主党・無所属クラブ」に入会し、再び与党議員となった。
与謝野の民主党政権参加は、除名処分にした自民党など野党から強く批判をされている。与謝野はたちあがれ日本の離党において、「私は『打倒民主党』という言葉を使った覚えはない」と弁明しているが、朝日新聞2010年4月7日に掲載されたインタビュー記事では与謝野は「打倒民主党」という言葉を使っており、与謝野のHPにも掲載されている。入閣から7ヶ月前の2010年6月16日に衆議院本会議で菅内閣不信任決議に賛成票を投じている。
与謝野は後のインタビューで「別の仕事だったらやらなかったと思います。菅さんは税に関しては、一回もぶれなかった」と述べている。
2011年9月、野田内閣発足に伴い経済財政政策担当大臣を退任。同月5日、衆議院会派「民主党・無所属クラブ」を離脱。無所属議員となった。

### 政界引退後
菅直人内閣での閣僚退任の後、体調を崩し2012年6月から約2ヶ月間入院。その間に咽頭がんの修復手術を受けたがその影響で声を失い、筆談での会話を余儀なくされた。声のリハビリなども開始していたが早期の回復は困難なため、9月5日になって第46回衆議院議員総選挙への立候補をあきらめ、政界からの引退を表明した。水面下で自らの地盤である東京1区から立候補を予定していた新人候補の山田美樹を支援する目的で自民党への復党を打診したが、党からは「節操がなくなる」とされ、復党は認められなかった。
2013年4月、「多年にわたり国会議員として議案審議の重責を果たすとともに、内閣府特命担当大臣等として国政の枢機に参画した」 功労により、旭日大綬章を受章した。
声を失った与謝野は食道発声や電気式人工咽頭を試した後にがん研究会有明病院において気管食道シャント法と呼ばれる手術を受け、2013年暮れまでに声を取り戻している。
2017年4月30日に自民党の党紀委員会は、与謝野の近年の同党への貢献を評価して与謝野の復党を了承した。国会議員として自民党を除名された人物の復党は綿貫民輔に次いで2例目となる。
同年5月24日、関係者が与謝野の死去を明らかにした。78歳没。当初は死没日が遺族の意向で公表されなかったが、同年5月30日に開かれた自民党役員連絡会で二階俊博自民党幹事長（当時）が21日と報告している。最終的に与謝野家と自民党による合同のお別れ会を開催するに至った。
日本国政府は、同年6月16日の閣議において、正三位に叙することを決定した。墓所は港区賢崇寺。

## 政策

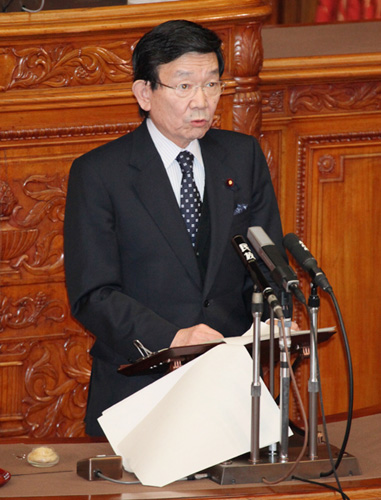
経済演説を行う与謝野（2009年1月28日、参議院本会議にて）

政界屈指の政策通という評判
商工族として地歩を築いたが、通信傍受法制定や人権擁護法案を巡っては法務省との折衝にあたるなど、法務族議員でもある。薬害肝炎訴訟では、法務省との調整に与謝野があたり、議員立法の私案を作成、2007年12月に福田康夫が政治決断する環境を整えた。与謝野は、官僚の作成した政策を説明できる能力に長けていることから、自民党時代から「政界きっての政策通」として評価されている 一方、獨協大学教授の森永卓郎は「財政再建を優先する与謝野の主張は財務省の主張そのもの」と批判している。事実「経済書は日銀OBの吉野俊彦の岩波新書を一冊読んだだけだ」と告白している。安倍晋三は当初、安倍内閣発足時に与謝野を内閣官房長官に起用する人事を構想していたが、安倍周辺が与謝野の官僚寄りの姿勢を警戒し、官僚嫌いで知られる塩崎恭久が起用されるという経緯があった（後に与謝野は第1次安倍改造内閣で官房長官として入閣）。日本銀行の国債直接引き受けについて、特別な事由がある場合、国会の議決を経れば可能であり、現時点でも日銀は年に10兆円程度の国債直接引受を実施しているにもかかわらず、「法律が禁じているため、不可能だ」と発言し復興増税を推進している。
議運・国対族の自負
その一方で国会対策や議院運営に関わるポストを多く歴任し、調整面は豊富な党内外の人脈を生かした政治の動かし方に長けているとの評価もある。本人も「梶山静六門下の議運・国対族」を自認するなど、調整型政治家としての自負を持っているという。
財政再建論者
かねてから経済成長（法人税の減税による国際間競争力の強化）だけでなく、消費税増税による財政再建に言及している、財政再建派、増税派。正しいことを考え実行する会の会長も務めた。いわゆる霞が関埋蔵金の活用論に対しても批判的な立場をとり、上げ潮派と呼ばれる人達と対立する立場をとる。
規制再強化論者
規制緩和がすべて善であるという考えは持っておらず、タクシーの新規参入や日雇い派遣などによる賃金格差を問題視している。
中選挙区論者
小選挙区制廃止・中選挙区制復活論者でもある。
靖国神社A級戦犯分祀論者
首相の靖国神社参拝で、靖国神社が自発的なA級戦犯の分祀を行えば解決するとの観点から「日中両国に実際に起きている問題について両方が満足感を得られる解決が必要だ」との考えを示している。
外国人参政権反対
永住外国人への地方選挙権付与に反対しており、自民党時代、在日韓国人をはじめとする永住者への地方選挙権の付与は違憲であるとの見解を示す論文を執筆した。
オープンソース導入推進
元通産相であり「e-Japan重点計画特命委員会」委員長であったことから、オープンソースの活用を積極的に推進しているとされる。「私はオープンソースを一所懸命やってきた人間」 と自負しており、「OSSの推進は日本の競争力向上のカギ」 と主張している。Microsoft Windows偏重の弊害を指摘しており、Linuxなど他の選択肢が存在することで競争が生まれ、結果的に利便性が向上するとの持論を展開している。
小渕政権時は通商産業大臣として広瀬勝貞や嶋田隆らに指示し、TRONプロジェクトやLinuxの振興策の取り纏めを要請した。小泉政権時は党内のe-Japan重点計画特命委員会にて委員長に就任し、オープンソースの利便性を生かせる政府調達ガイドラインの設定を提言した。内閣府特命担当大臣（金融、経済財政政策）に就任後は、「トレンドに遅れることなくオープンソース活用戦争でリードし、競争力の強化を図るべき」 との見解を表明している。

## 政治資金
村上ファンドから2004年の政治資金収支報告書記載分として40万円の政治献金を受けていた。
トラック輸送業界の政治団体である道路運送経営研究会（道路特定財源を資金源とし、一般財源化に反対している）から政治献金を受けている。
福島県知事の汚職事件に関連していた大手のゼネコンである前田建設工業の取締役名誉会長を務めていた前田又兵衛から政治献金を受けていた。前田は汚職事件が発覚した後、取締役名誉会長職を辞任している。与謝野側は「何かあったら返さなくてはいけないというのは、その人に失礼だ」として受けた献金を返還しない意向を示している。

## 騒動
1986年から与謝野の私設秘書を務め、一時は公設秘書も務めていた人物が、地下鉄駅の階段で女性の尻を触り、痴漢容疑で2008年8月25日に書類送検されている。秘書は「左手の甲が偶然ぶつかった」と弁明していたが、階段が混雑していなかったことを追及され、容疑を認めた。秘書は退職願を出し8月22日に退職している。

## 人物
身長169cm、体重63kg。本名は旧字体の「與謝野馨」であるが、報道などは新字体で「与謝野馨」と表記することが多い。2013年春の叙勲に際して内閣府が発表した受章者名簿は「氏名」欄に「與謝野馨」 と記しており、通称などを掲載する「芸名等」欄に「与謝野馨」 と併記され、『官報』も「與謝野馨」 と表記した。

### 宗教
カトリックに強い影響を受けているが、洗礼は受けていない。

### 趣味
趣味はゴルフ、パソコンの自作、囲碁、写真撮影、天体観測、釣りなど多岐にわたる。
囲碁
囲碁の腕前はアマ七段で、政界最強とも評されている。2007年10月に実力者の小沢一郎と勝負したが敗北した。小沢はアマ六段なので「政治的配慮ではないか」との憶測も流れたが、与謝野本人は「本当に負けた」と認めている。最近はインターネットの囲碁対局サイトも利用し、ハンドルネームは「かおる」を使用しているため対戦相手から女性と誤解されることが多いらしく、麻生太郎にネタにされている。2009年日本棋院から大倉喜七郎賞を受賞。
パソコン
Linuxやオープンソースの動向など情報技術に造詣が深い、と称している。1999年から2013年時点で自作パソコンを合計20台以上組んでおり、うち一台はMicrosoft Windows 2000、Microsoft Windows XP、TurbolinuxなどのOSを使い分けている。パソコン自作の技術について「部品が梱包から解かれて机の上においてあると、1時間くらいで組み立てられちゃって、OSのインストールまで2時間くらいでできてしまう」 と語っている。秋葉原で部品を買うのが趣味だったというが、通っていたのがオウム真理教関係のPC店マハーポーシャだったと後で気付いた。ビックカメラやTWO TOP、USERS SIDE、T-ZONEなどの各店舗もよく利用している。老眼の影響もありモニターとキーボードについては、人間の眼と指とが生身で接する重要なヒューマンマシンインタフェースという持論から、IPS液晶とキーボードについては国産メーカーのものを評価している。
与謝野が情報技術に詳しいと聞いたニワンゴは、2008年自由民主党総裁選挙に際し議員会館で「ニコニコ生放送」へ出演を打診した。与謝野本人は不在だったが与謝野の秘書が応対し、後日、出演依頼を断っている。
写真
写真の腕は玄人域に達し、与謝野に撮ってもらった写真を選挙ポスターに使っている議員もいる。

### 教育
与謝野鉄幹・与謝野晶子が創立した文化学院の院長を務めており、学校法人の運営に対してアドバイスをしている。

### 病歴
1977年、39歳で濾胞性リンパ腫を発症して以降、がんとの戦いを続けていた。濾胞性リンパ腫発症時は衆議院初当選から10ヶ月後の発症だった。10年ほどした後に腸間膜に転移したが、国立がん研究センターで化学療法と放射線治療を行い、1993年に治療を終える。
2000年8月に肛門から10cmの直腸がんを切除、2001年秋に前立腺がんが判明しホルモン療法と放射線治療で根治させた。2006年10月に下咽頭がんで、声帯を残し首のリンパ節と喉のがんの部分を切除し、放射線治療の影響で膀胱炎を患う。
下咽頭がんの切除手術で食道が狭くなり、通過障害や誤嚥によって体重が激減。その後食道を広くする治療を受け、誤嚥せずに飲み込むコツを掴んで自分で栄養補給できるようになった。2012年に手術した箇所が時間経過で狭くなったため誤嚥性肺炎を発症する。そこで声は失っても普通に食べたいものを食べて日常生活を送りたいという判断から、声帯を切除し食べものの通る道と空気の通る道を完全に分ける手術をすることになった。この声帯切除で政界引退を表明することになる。
30年以上にも及ぶがんとの戦いは2012年に『全身がん政治家』で本に著している。

## 発言
- 2008年9月17日の自民党総裁選の島根県出雲市における街頭演説において、米証券大手リーマン・ブラザーズの経営破綻に関して「日本にももちろん影響はあるが、ハチが刺した程度。これで日本の金融機関が痛むことは絶対にない。沈着冷静な行動が求められる」と述べ、日本経済への影響は限定的との見方を示した[63][64]。
- 2011年5月20日の閣議後の会見において「（東京電力福島第一原子力発電所事故は）神様の仕業としか説明できない」「（東電の津波対策は）人間としては最高の知恵を働かせたと思っている」と発言し、東電に事故の賠償を負わせることは不当だという認識を示した。この事故については国内外から安全対策の不備や人災によるものとの指摘があり、このような論理で東電を擁護する与謝野に対しては、「原発は安全」だと説明されてきた地元住民から批判が出るだろうと報道されている[65]。与謝野は日本原子力発電出身であり、通産大臣在任中の1999年6月に志賀原発、同年9月に東海村JCOで臨界事故が起こっているが、その後も一貫して原発推進論者である。
- 2011年7月5日の記者会見で「（デフレーションという）定義のない言葉を使ってはいけない。」「1%程度の物価下落は労働者、年金所得者にとってはプラスになっている。」と発言した[66][67]。
- 2011年7月19日の閣議後の会見にて2011 FIFA女子ワールドカップでサッカー日本女子代表が優勝したことについて「日本国においては女性のほうが男性より優秀だ。新たにその証明が一つ付け加わったということだ」と発言（男女共同参画担当の特命担当相している時期の発言）[68]。
- 現行制度上発行可能な政府紙幣に関し、「通貨の額面価格の単位は円とし、その額面価格は一円の整数倍とする」と定めている通貨の単位及び貨幣の発行等に関する法律に反して「『円』っていうのは使えないんですよ。だから、『両』とかにね、しないと。信用あります？流通しないですよ」と発言した。高橋洋一は、法定通貨である政府紙幣の単位に法律上「両」は使用できず、与謝野の発言は法律違反に当たると評した[69]。

## 選挙歴
| 当落 | 選挙                   | 執行日         | 年齢 | 選挙区              | 政党       | 得票数     | 得票率 | 定数 | 得票順位 /候補者数 | 政党内比例順位 /政党当選者数 |
| ---- | ---------------------- | -------------- | ---- | ------------------- | ---------- | ---------- | ------ | ---- | ------------------ | ---------------------------- |
| 落   | 第33回衆議院議員総選挙 | 1972年12月10日 | 34   | 旧東京1区           | 自由民主党 | 4万963票   | 14.05% | 3    | 5/9                | /                            |
| 当   | 第34回衆議院議員総選挙 | 1976年12月05日 | 38   | 旧東京1区           | 自由民主党 | 5万3034票  | 18.39% | 3    | 2/9                | /                            |
| 落   | 第35回衆議院議員総選挙 | 1979年10月07日 | 41   | 旧東京1区           | 自由民主党 | 4万796票   | 17.04% | 3    | 4/8                | /                            |
| 当   | 第36回衆議院議員総選挙 | 1980年06月22日 | 41   | 旧東京1区           | 自由民主党 | 7万6274票  | 25.92% | 3    | 1/9                | /                            |
| 当   | 第37回衆議院議員総選挙 | 1983年12月18日 | 45   | 旧東京1区           | 自由民主党 | 5万9189票  | 23.36% | 3    | 1/9                | /                            |
| 当   | 第38回衆議院議員総選挙 | 1986年07月06日 | 47   | 旧東京1区           | 自由民主党 | 6万7285票  | 27.10% | 3    | 1/9                | /                            |
| 当   | 第39回衆議院議員総選挙 | 1990年02月18日 | 51   | 旧東京1区           | 自由民主党 | 6万3824票  | 24.87% | 3    | 2/10               | /                            |
| 当   | 第40回衆議院議員総選挙 | 1993年07月18日 | 54   | 旧東京1区           | 自由民主党 | 3万9867票  | 18.18% | 3    | 2/9                | /                            |
| 当   | 第41回衆議院議員総選挙 | 1996年10月20日 | 58   | 東京1区             | 自由民主党 | 8万2098票  | 39.19% | 1    | 1/4                | /                            |
| 落   | 第42回衆議院議員総選挙 | 2000年06月25日 | 61   | 東京1区             | 自由民主党 | 9万540票   | 40.09% | 1    | 2/5                | /                            |
| 比当 | 第43回衆議院議員総選挙 | 2003年11月09日 | 65   | 比例東京（東京1区） | 自由民主党 | 10万3785票 | 43.99% | 17   | 2/5                | 4/6                          |
| 当   | 第44回衆議院議員総選挙 | 2005年09月11日 | 67   | 東京1区             | 自由民主党 | 14万9894票 | 54.58% | 1    | 1/4                | /                            |
| 比当 | 第45回衆議院議員総選挙 | 2009年08月30日 | 70   | 比例東京（東京1区） | 自由民主党 | 13万30票   | 43.51% | 17   | 2/9                | 3/5                          |

## 家族・親族
- 曾祖父 - 与謝野礼厳 - 僧侶
- 祖父 - 与謝野鉄幹 - 歌人
- 祖母 - 与謝野晶子 - 歌人
- 祖父 - 坂内虎次 - 球磨川電気社長
- 大伯父 - 鳳秀太郎 - 工学者
- 父 - 与謝野秀 - 外交官
- 母 - 与謝野道子 - 評論家、随筆家
- 弟 - 与謝野達 - 金融家
- 妹 - 与謝野文子 - 詩人、美術評論家
- 従弟 - 与謝野久 - 建築家
- 甥 - 与謝野信 - 第48回衆議院議員総選挙比例東京ブロック単独候補者、次点で落選
- 長男 - 与謝野優 - 東海旅客鉄道（株）勤務
- 次男 - 与謝野穣 - 三菱グループ勤務
- 岳父 - 石川数雄（主婦の友社第2代社長）
- 遠縁 - 赤松克麿 - 衆議院議員

## 受賞・栄典
- 2013年4月29日 - 旭日大綬章受章

## 著書
- 与謝野晶子著『みだれ髪』与謝野馨編、主婦の友社、1973年。
  - 『みだれ髪』（与謝野晶子著、伊藤文友館、1901年刊）の復刊
- 「大塚論文"中曽根民活批判"を駁す」『中央公論』1987年2月号。
- 「国際競争力の回復と財政の健全化」『月刊自由民主』1996年8月号。
- 「これだけは言っておく! 自民党広報本部長(衆院議員)与謝野馨の激白！『社民は今,先祖返りしている』」『月刊官界』1997年12月号。
- 「4つの課題」『LA international』1999年2月号。
- 「これからの日本経済」『日経調資料』2001年7月号。
- 「この国を考える(46)いまこそ責任政党に恥じない政策選択を!」『月刊自由民主』2004年4月号。
- 「私の読書遍歴（28）与謝野馨 自民党下野時代に読み耽った二十冊の量子力学の本」『文學界』2005年10月号。
- 「ポスト小泉が直面する重要課題」『正論』2006年7月号。
- 「千鳥ヶ淵で全国戦没者追悼式を行おう」『中央公論』2006年8月号。
- 『堂々たる政治』新潮新書、2008年4月。ISBN 9784106102578。
- 麻生太郎・石破茂・平沼赳夫・与謝野馨・浜田和幸『国力会議』祥伝社、2008年4月。ISBN 9784396613075。
- 『民主党が日本経済を破壊する』文春新書、2010年1月。ISBN 9784166607174。
- 『全身がん政治家』文藝春秋、2012年6月。
- 『目指した明日 歩んだ毎日』文藝春秋、2018年5月